# Varjassy Árpád
Csejthei Varjassy Árpád (Arad, 1854. március 31. – Arad, 1915. december 29.) Arad megyei királyi tanfelügyelő, középiskolai tanár és a temesvári nyilvános ipariskola igazgatója.

## Élete
1885-ben Trefort Ágoston akkori közoktatásügyi miniszter nevezte ki aradi tanfelügyelőnek. Mikor az Arad megyei iskolák felügyeletét átvette, az egész megyében mindössze 4 állami iskola volt 9 tanítóval és midőn 1910 februárjában hivataloskodásának 25 éves jubileumát ülte, 62 községben 76 állami iskolában 236 tanító működött. Az aradi Kölcsey Egyesület elnöke volt.
Cikkeket írt a Temesvári Lapokba, a Délmagyarországi Lapokba (gyújtó cikkei eredményezték a temesvári magyar színügygyámolító egylet megalakulását); Ormos Zsigmond Emlékkönyvébe (Temesvár, 1883. Ormos mint műbarát).

## Munkái
- Miképen szervezzük ipariskoláinkat? Temesvár, 1880.
- Közoktatásügyünk realizmusa. Temesvár, 1883.
- Vezérfonal az építési anyagok ismeretéhez. Temesvár, 1884.